# 西村琢磨
西村 琢磨（にしむら たくま、1889年9月12日 - 1951年6月11日）は、日本の陸軍軍人。最終階級は陸軍中将。陸大（32期）卒で、砲兵科を専攻した。

## 経歴
福岡県出身。熊本陸軍地方幼年学校、中央幼年学校を経て、陸軍士官学校（22期）卒業。同期に、松井太久郎、牟田口廉也がいる。
軍務局勤務が長く、1933年に五・一五事件の軍法会議判士長を務める。1940年に印度支那派遣軍司令官として仏印に進駐、1941年には近衛師団長としてマレー作戦に参加。1942年の予備役編入後も陸軍司政長官としてビルマ・シャン州政庁長官などを務めた。
1947年に英軍のシンガポールにおける裁判でシンガポール華僑粛清事件で終身刑、1950年にマヌス島におけるオーストラリア軍の裁判でパリットスロン事件の責任を問われ、1951年死刑判決を受け、同島で刑死。

## 年譜
- 1910年 砲兵少尉野砲6附、1913年 同中尉、1919年 同大尉。
- 1920年 陸軍大学校（32期）卒。
- 1921年 軍務局附、1922年 軍務局課員。
- 1923年 関東戒厳司令部附
- 1925年 砲兵少佐
- 1926年 兵本付
- 1927年 野砲3大隊長
- 1929年 由良要塞参謀
- 1930年 砲中佐、重砲校教官
- 1932年 兵本付兵務課員
- 1933年 参本課長。五・一五事件の時には、第一師団特設軍法会議判士長を務めた。
- 1935年 兵務課長
- 1936年8月 野戦重砲兵第9連隊長
- 1938年3月 少将、野戦重砲兵第1旅団長
- 1939年3月 東部防衛参謀長
- 1940年9月 印度支那派遣軍司令官として仏印に進駐
- 同年12月2日 陸軍中将
- 1941年6月24日 独立混成第21旅団長、同月28日 近衛師団長。
- 同年12月 第25軍の指揮下でマレー作戦参加。
- 1942年2-3月 シンガポール占領後、市郊外の掃討作戦を指揮。
- 同年 スマトラ作戦参加
- 同年 兵器本廠付
- 1942年7月15日 予備役編入
- 1943年4月15日 陸軍司政長官に任命。
- 同年6月20日 ビルマ・シャン州政庁長官
- 1944年2月 蘭印・スマトラ州知事[注釈 1]

篠崎護によれば、1945年8月日本敗戦によりジャワ島スラバヤ付近の収容所に入り、レンバン島を経て、1946年チャンギー監獄に移され、同年9月英軍司令部直属の野戦保安隊に身柄を預けられ、後にムアルの戦い後のパリットスロンでの虐殺が問題となるパクリ付近の戦闘が詳しく書かれた近衛師団戦闘経過報告書を書き上げると、チャンギー監獄に戻っていったという。

## 戦犯裁判
1947年、シンガポール陥落直後のシンガポール華僑粛清事件で、市郊外での華僑虐殺を指揮したとして英軍シンガポール裁判（第118号）で終身刑の判決を受ける。
中国系住民はマレーの虎と称された山下奉文と並んで、西村をもう一匹の虎としていたともされ、西村が死刑にならなかったことはシンガポールの中国系住民を大いに失望させ、また、憤激させたとされる。同じく第25軍麾下でシンガポール攻略に参加した陸士同期でもある師団長に松井太久郎、牟田口廉也がいたが、その中では西村のみが訴追されたが、その理由として、昭南特別市（シンガポール）の厚生科長であった篠崎護はその回顧録『シンガポール占領秘録』の中で、華僑の虐殺地のカトン海岸やボンゴール海岸が西村の近衛師団の警備受持区域にあったためと述べているという。なお、日本軍によるマレー・シンガポール地区での虐殺事件としては、極めて多数が一時に殺害されたためシンガポール華僑粛清事件がもっとも名高いが、他の師団長らが占領したマレーシアの諸地域においてもかなりの人数が殺害された虐殺事件が多数生じている。
チャンギー監獄からオートラム刑務所に回され、シンガポールでの4年ほどの服役の後、残りの刑期を果たすため日本に送還される途中、オーストラリア軍警察によって香港の船から強制的に連れ去られ、西村はオーストラリア軍によるマヌス島裁判（第2号）でマレー作戦中のムアルの戦いの後のパリットスロンでの連合国軍捕虜虐殺事件の責任者として起訴された。西村がパリット・スロンで車から降りたとき捕虜の始末を命じたとされる。取調べでは部下らの「（西村から）捕虜の処分を命じられた」との証言を西村は否定できなかったが、公判では「（自分は）本部へ後送するよう処置をとれと言ったはずだ」「処分しろと言ったとしても、（日本語では）処分とは本来は処置することを意味する、この場合は後方に送って処置する意味だ」と抗弁した。しかし、この主張は通らず、1950年西村は死刑判決を受ける。なお、この虐殺の僅かな生存者であるオーストラリア軍のベン・ハックニー中尉（当時）は、かなりの高官に見える日本軍の将官が車から降りて、虐殺を命じたように思われる場面を目撃していたが、西村を含む複数の容疑者の写真を見せられたものの、その中にハックニーがそのときの人物と断定できる者はいなかったとされる。西村の起訴は、彼の部下や幕僚の取調べを通して、彼らの証言により虐殺の容疑が強まっていった結果である。

### 冤罪説
1996年オーストラリア人ジャーナリストのイアン・ウォードは、取調べにあたったオーストラリア陸軍検察官のジェームズ・ゴッドウィン大尉が、スマトラ島で捕虜として虐待された元ニュージーランド空軍パイロットであり、それに対する恨みから西村を事件に巻込み陥れるために証言や資料等の証拠を「操作」した可能性をその著書『将軍はなぜ殺されたか』で示唆し、冤罪説をとっている。
イアン・ウォードのパリットスロン虐殺事件における西村冤罪説は、ゴッドウィンが密かに持ち出しニュージーランド人作家ジェームズ・マッケイが引継いだと称する資料があり、それに基づいたとするマッケイの著書『Betrayal in High Places:1946-1950』に多くを負っている。しかし、新潟大学教授のグレゴリー・ハドリーとジェイムズ・オグルソープの共同研究は、これらの資料がマッケイの捏造であることを示している。オグルソープは、アマゾンの書籍レビューにではあるが実名で投稿を寄せ、ウォードがオーストラリア国立立公文書館の文書を広範に調べているものの、マッケイの主張に左右され、その先入観から結論を誤っているとしている。また、オグルソープは、オーストラリアの歴史学者リネット・シルバーが、ウォードが重要な公文書のことを隠しており、ウォードの結論は誤りだと主張していることも紹介、この点についてもシルバーの主張を支持している。
元NHKプロデューサーでノンフィクション作家の中田整一はウォードの説を支持しているようである。なお、中田は、シンガポール華僑粛清事件につき、自身が角田房子から引継いだ資料の中に、マヌス島で西村琢磨の教誨師であった浅井堅教が書いた手記（浅井から西村の娘に渡され、彼女から角田は貰ったという）があり、それによるとして、西村は浅井に、第5師団の作戦参謀であった辻政信がほぼ独断でシンガポールの華僑虐殺を決め、馬奈木敬信軍参謀副長の承認を得て虐殺命令を出し、その兵を実際に指揮したのは辻と林参謀だと、語っていたとしている。

## 最期
1951年6月11日、西村はマヌス島で絞首刑に処された。戦犯裁判で実際に死刑執行がなされた最後の人物となったといわれる。
辞世の句「責めに生き 責めに死すのは 長（おさ）たらむ 人の途なり 憾（うらみ）やはする」

## 栄典
位階
- 1911年（明治44年）3月10日 - 正八位[8]
- 1914年（大正3年）2月10日 - 従七位[9]
- 1919年（大正8年）3月20日 - 正七位[10]
- 1924年（大正13年）5月15日 - 従六位[11]

勲章等
- 1939年（昭和14年）4月13日  - 勲二等瑞宝章[12]
- 1940年（昭和15年）8月15日 - 紀元二千六百年祝典記念章[13]

外国勲章佩用允許
- 1941年（昭和16年）12月9日 - 満州帝国：建国神廟創建記念章[14]

## 家族
- 西村誠・東洋大学文学部教授は子[15]。